# Conopomorpha oceanica
Conopomorpha oceanica är en fjärilsart som beskrevs av Bradley 1986. Conopomorpha oceanica ingår i släktet Conopomorpha och familjen styltmalar.
Artens utbredningsområde är:
- Fiji.
- Vanuatu.

Inga underarter finns listade i Catalogue of Life.